# سلمى مخيمر
سلمى مخيمر (1992 - 24 أكتوبر 2023)، صحفيَّة فلسطينيَّة مُستقلَّة قُتلت تحت القصف مع أفراد عائلتها وضيوفهم في مدينة غزَّة، وذلك في اليوم الثامن عشر من الحرب الفلسطينية الإسرائيلية 2023.
حصلت مخيمر على شهادة البكالوريوس في اللغة العربية والصحافة والإعلام من الجامعة الإسلامية في غزة. تزوّجت وأقامت في العاصمة الأردنيّة عمّان. تقيم مع زوجها وأسرتها.

## مقتلها
قُتِلت الصحفيّة سلمى وطفلها جرّاء قصف الإسرائيلي على مدينة رفح، بتاريخ 24 اكتوبر 2023، عن عمر يناهز 31 عامًا. وذلك بعد زيارة مفاجئة قامت بها إلى غزّة لزيارة عائلتها قبل انتقالها إلى الكويت بصحبة زوجها، وقتلت تحت القصف مع أفراد عائلتها وضيوفهم في اليوم الثّامن عشر من الحرب الفلسطينية الاسرائيلية 2023. وقد طالبت المؤسّسات الّتي تعنى بقضايا الصّحفيّات النّساء باتّخاذ الإجراءات في حقّ السّلطات الإسرائيليّة الّتي تتعمّد استهداف الصّحفيّات الفلسطينيّات، إذ حتّى شهر اكتوبر كانت قد اغتالت زهاء الستة صحفيّات.